# Cyrtorchis monteiroae
Espèce
Synonymes
- Angraecum antennatum Kraenzl.[1]
- Cyrtorchis droogmansiana (De Wild.) Schltr.[1]
- Homocolleticon monteiroae (Rchb.f.) Szlach. & Olszewski[1]
- Listrostachys droogmansiana De Wild.[1]
- Listrostachys monteiroae Rchb.f.[1]

Cyrtorchis monteiroae (Rchb.f.) Schltr. est une espèce de plantes à fleurs de la famille des Orchidaceae (les orchidées) et du genre Cyrtorchis, présente dans plusieurs pays d'Afrique tropicale : Sierra Leone, Ghana, Nigeria, Cameroun, région continentale de la Guinée équatoriale, Sao Tomé-et-Principe, Gabon, République démocratique du Congo, Afrique de l'Est, Angola.

## Description

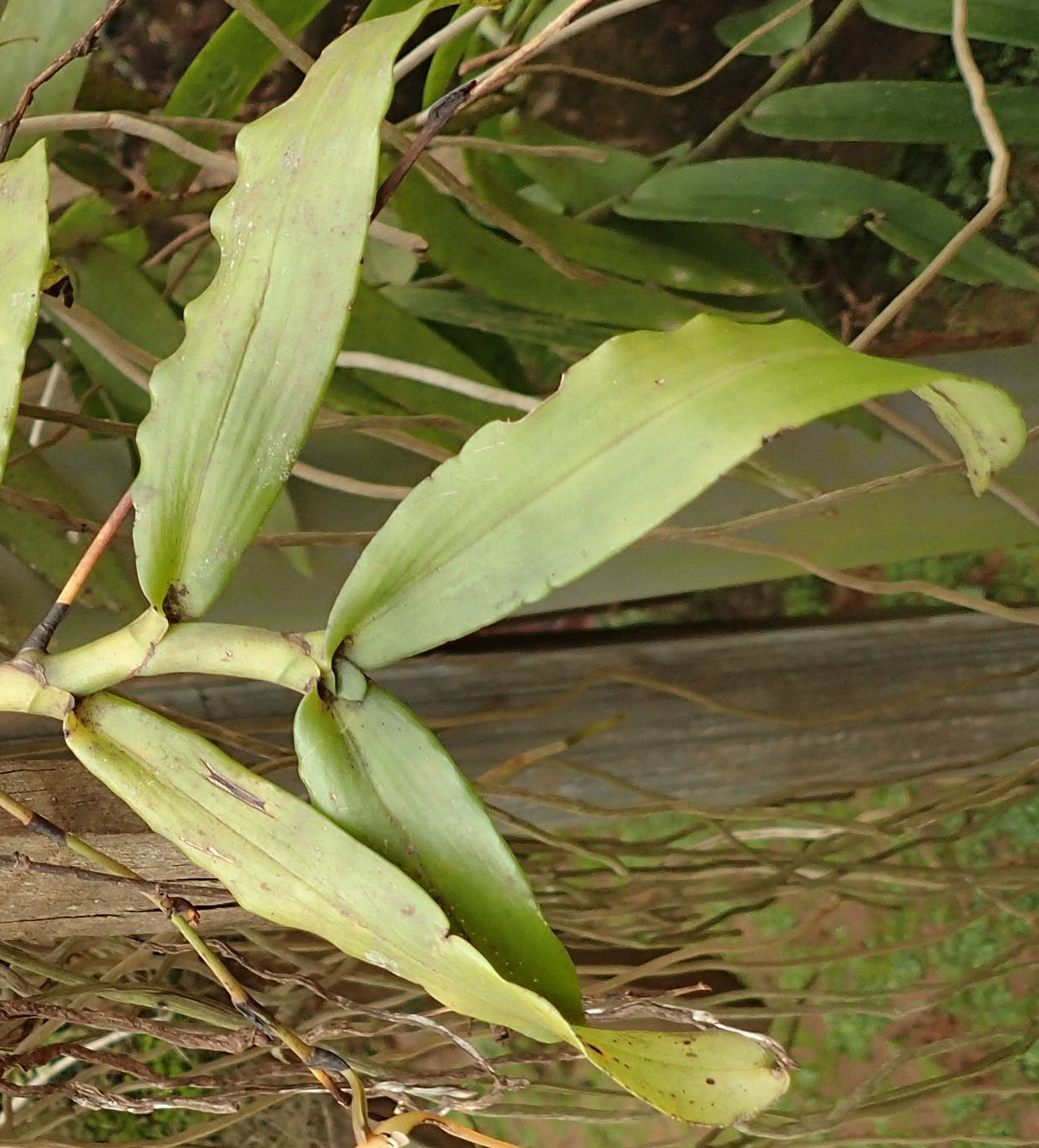
Feuilles.

Cyrtorchis monteiroae est une orchidée avec des tiges ligneuses de 30 à 80 cm. Ses feuilles mesurant de 10 à 20 cm sont de forme elliptique avec des bords ondulés. Ses inflorescences se disposent le long de la tige et possèdent de 10 à 20 fleurs blanches.

## Habitat
Cyrtorchis monteiroae est une plante qui poussent dans les forêts de l'Afrique de l'Ouest tropicale. On la trouve près des lacs et des rivières à une altitude comprise en 50 et 1200 mètres.